# Everything In Its Right Place
"Everything In Its Right Place" (en anglès; "cada cosa al seu lloc corresponent") és una cançó de la banda anglesa de rock alternatiu Radiohead, composta pel vocalista del grup Thom Yorke el 1999. Més tard aquell mateix any, Radiohead l'enregistrà a Batsford juntament amb el productor britànic Nigel Godrich. És la primera cançó del seu àlbum Kid A, publicat l'any 2000.
Donada la filosofia comercial de l'àlbum, el grup va decidir no publicar-ne cap senzill, tot i que des de llavors Yorke ha mostrat penediment per no haver llançat "Everything In Its Right Place" com a senzill promocional de Kid A. Tanmateix, és una cançó molt notable, ja que ha estat versionada en diverses ocasions, freqüenta a les actuacions de Radiohead, és una favorita entre els fans i va rebre crítiques generalment positives.
La cançó fou composta en una sola nit per Yorke en un piano de casa seva. "Everything in Its Right Place" was the first song he wrote on the piano, L'enregistrament també es va realitzar en una sola nit en gran manera pel mateix Yorke amb el bateria del grup, Phil Selway, i amb les instruccions del productor Nigel Godrich. La composició final no incloïa guitarra, ni piano, ni bateria, però si un piano elèctric, caixa de ritmes i un tractament digital de la veu de Yorke. La música presenta una progressió d'acords poc usual amb una harmonia dissonant combinada amb efectes vocals estranys i sons inintel·ligibles.
Diversos artistes han versionat la cançó en estils musicals molt variats. Els DJs Paul Oakenfold i Josh Wink van realitzar una versió dance, el pianista clàssic Christopher O'Riley i els pianistes de jazz Brad Mehldau i Michael Wolff van enregistrar una versió en els respectius estils musicals. El també pianista de jazz Robert Glasper va realitzar una versió mesclant-la amb l'estàndard de jazz "Maiden Voyage" de Herbie Hancock. La banda de hip-hop The Roots ha interpretat la cançó en viu en diversos ocasions en col·laboració de Bilal i Osunlade, el darrer també va contribuir en l'àlbum de tribut a Radiohead realitzat l'any 2006. El productor Pretty Lights va llançar el 2011 un mashup de la cançó amb "Closer" de Nine Inch Nails i "All Apologies" de Nirvana.
Aquesta cançó fou inclosa a l'inici de la pel·lícula Vanilla Sky (2001), ja que al seu director, Cameron Crowe, li agradava molt l'àlbum Kid A. També va aparèixer en les pel·lícules Veronika Decides to Die (2009) i Anonymous (2011).